# Scottish FA Cup 1909/10
Der Scottish FA Cup wurde 1909/10 zum insgesamt 37. Mal ausgespielt. Der wichtigste schottische Fußball-Pokalwettbewerb, der vom Schottischen Fußballverband geleitet und ausgetragen wurde, begann am 15. Januar 1910 und endete mit dem 2. Wiederholungsfinale am 20. April 1910 im Ibrox Park von Glasgow. Nach den Ausschreitungen im Vorjahr startete kein Verein als Titelverteidiger in den Wettbewerb. Im diesjährigen Endspiel um den Schottischen Pokal standen sich der FC Dundee und FC Clyde gegenüber. Für beide Vereine war es die erste Finalteilnahme in der Vereinsgeschichte. Nach einem 2:2 im ersten Finalspiel, endete das Wiederholungsfinale 0:0 nach Verlängerung. Im 2. Wiederholungsendspiel setzte sich der FC Dundee mit 2:1 durch und gewann erstmals den Scottish FA Cup. Bei der Austragung in dieser Saison kam es aufgrund des engen Terminkalenders und zahlreichen Witterungsbedingten ausfällen zu einigen Überschneidungen der jeweiligen Runden und dessen Wiederholungsspielen. In der Abschlusstabelle der Scottish Division One belegten die beiden Vereine Platz fünf und sechs, Meister wurde zum sechsten Mal infolge Celtic Glasgow. 

## 1. Runde
Ausgetragen wurden die Begegnungen am 15. und 22. Januar 1910. Die Wiederholungsspiele fanden am 29. Januar und 5. Februar 1910 statt.
|                     | Ergebnis |                       |
| ------------------- | -------- | --------------------- |
| FC Aberdeen         | *2:2 *   | FC Bo’ness            |
| FC Ayr              | 3:2      | Alloa Athletic        |
| FC Bathgate         | 0:4      | Heart of Midlothian   |
| Douglas Wanderers   | 0:6      | Airdrieonians FC      |
| FC Dumbarton        | 1:2      | Celtic Glasgow        |
| FC Dundee           | 1:1      | FC Beith              |
| FC East Fife        | 4:1      | FC Hurlford           |
| FC Falkirk          | 3:0      | Port Glasgow Athletic |
| Hamilton Academical | 0:0      | Hibernian Edinburgh   |
| FC Kilmarnock       | 0:0      | Third Lanark          |
| Leith Athletic      | 0:1      | FC Clyde              |
| Greenock Morton     | 4:3      | Partick Thistle       |
| FC Motherwell       | 1:0      | Forfar Athletic       |
| FC Queen’s Park     | 0:0      | Kirkcaldy United      |
| Glasgow Rangers     | 5:1      | FC Inverness Thistle  |
| FC St. Mirren       | 8:0      | Elgin City            |

### Wiederholungsspiele
|                     | Ergebnis |                     |
| ------------------- | -------- | ------------------- |
| FC Aberdeen         | 3:0      | FC Bo’ness          |
| FC Dundee           | 1:0      | FC Beith            |
| Hibernian Edinburgh | 2:0      | Hamilton Academical |
| FC Queen’s Park     | 6:1      | Kirkcaldy United    |
| Third Lanark        | *6:1 *   | FC Kilmarnock       |

### 2. Wiederholungsspiel
|              | Ergebnis |               |
| ------------ | -------- | ------------- |
| Third Lanark | 2:0      | FC Kilmarnock |

## Achtelfinale
Ausgetragen wurden die Begegnungen am 5. und 12. Februar 1910. Die Wiederholungsspiele fanden am 12. und 16. Februar 1910 statt.  
|                | Ergebnis |                     |
| -------------- | -------- | ------------------- |
| FC Aberdeen    | 3:0      | Airdrieonians FC    |
| FC Ayr         | 0:1      | Hibernian Edinburgh |
| Celtic Glasgow | 3:1      | Third Lanark        |
| FC Clyde       | 2:0      | Glasgow Rangers     |
| FC Dundee      | 3:0      | FC Falkirk          |
| FC East Fife   | 2:3      | FC Queen’s Park     |
| FC Motherwell  | 3:0      | Greenock Morton     |
| FC St. Mirren  | 2:2      | Heart of Midlothian |

### Wiederholungsspiel
|                     | Ergebnis |               |
| ------------------- | -------- | ------------- |
| Heart of Midlothian | 0:0      | FC St. Mirren |

### 2. Wiederholungsspiel
|                     | Ergebnis |               |
| ------------------- | -------- | ------------- |
| Heart of Midlothian | *4:0 *   | FC St. Mirren |

## Viertelfinale
Ausgetragen wurden die Begegnungen am 19. und 26. Februar 1910. Die Wiederholungsspiele fanden am 26. Februar und 2. März 1910 statt.
|                     | Ergebnis |                     |
| ------------------- | -------- | ------------------- |
| Celtic Glasgow      | 2:1      | FC Aberdeen         |
| Hibernian Edinburgh | *0:1 *   | Heart of Midlothian |
| FC Queen’s Park     | 2:2      | FC Clyde            |
| FC Motherwell       | 1:3      | FC Dundee           |

### Wiederholungsspiele
|                     | Ergebnis |                     |
| ------------------- | -------- | ------------------- |
| FC Clyde            | 2:2      | FC Queen’s Park     |
| Heart of Midlothian | 0:1      | Hibernian Edinburgh |

### 2. Wiederholungsspiel
|          | Ergebnis |                 |
| -------- | -------- | --------------- |
| FC Clyde | *2:1 *   | FC Queen’s Park |

## Halbfinale
Ausgetragen wurden die Begegnungen am 12. März 1910. Die Wiederholungsspiele fanden am 19. und 23. März 1910 statt.
|                     | Ergebnis |                |
| ------------------- | -------- | -------------- |
| FC Clyde            | 3:1      | Celtic Glasgow |
| Hibernian Edinburgh | 0:0      | FC Dundee      |

### Wiederholungsspiel
|           | Ergebnis |                     |
| --------- | -------- | ------------------- |
| FC Dundee | 0:0      | Hibernian Edinburgh |

### 2. Wiederholungsspiel
|           | Ergebnis |                     |
| --------- | -------- | ------------------- |
| FC Dundee | *1:0 *   | Hibernian Edinburgh |

## Finale
| FC Dundee                             | FC Dundee | FC Clyde | FC Clyde |
| ------------------------------------- | --- | --- | -------- |
| FC Dundee                             | \| Finale \| \| 9. April 1910 in Glasgow (Ibrox Park) \| \| Ergebnis: 2:2 (0:2) \| \| Zuschauer: 60.000 \| \| Schiedsrichter: n. b. \| \| Spielbericht \|                               | \| Finale \| \| 9. April 1910 in Glasgow (Ibrox Park) \| \| Ergebnis: 2:2 (0:2) \| \| Zuschauer: 60.000 \| \| Schiedsrichter: n. b. \| \| Spielbericht \|                                  | FC Clyde |
| FC Dundee                             | Bob Crumley – Jimmy Lawson, Jack Chaplin, Bert Lee, Bert Dainty, George Comrie, James Bellamy, George Langlands, John Hunter, Sandy MacFarlane, Jack Fraser Cheftrainer: Willie Wallace | George McTurk – Jock Watson, Jimmy Blair, William Walker, Tom McAteer, George Robertson, Jock Stirling, Bill McCartney, Jackie Chalmers, John Jackson, Frank Booth Cheftrainer: Alex Maley | FC Clyde |
| FC Dundee                             | John Hunter Langlands | Jackie Chalmers Booth | FC Clyde |
| Finale                                | | |          |
| 9. April 1910 in Glasgow (Ibrox Park) | | |          |
| Ergebnis: 2:2 (0:2)                   | | |          |
| Zuschauer: 60.000                     | | |          |
| Schiedsrichter: n. b.                 | | |          |
| Spielbericht                          | | |          |

## Wiederholungsfinale
| FC Dundee                              | FC Dundee | FC Clyde | FC Clyde |
| -------------------------------------- | --- | --- | -------- |
| FC Dundee                              | \| Finale \| \| 16. April 1910 in Glasgow (Ibrox Park) \| \| Ergebnis: 0:0 n. V. \| \| Zuschauer: 25.000 \| \| Schiedsrichter: n. b. \| \| Spielbericht \|                           | \| Finale \| \| 16. April 1910 in Glasgow (Ibrox Park) \| \| Ergebnis: 0:0 n. V. \| \| Zuschauer: 25.000 \| \| Schiedsrichter: n. b. \| \| Spielbericht \|                                 | FC Clyde |
| FC Dundee                              | Bob Crumley – Bert Neal, Jack Chaplin, Bert Lee, Bert Dainty, George Comrie, James Bellamy, George Langlands, John Hunter, Sandy MacFarlane, Jack Fraser Cheftrainer: Willie Wallace | George McTurk – Jock Watson, Jimmy Blair, William Walker, Tom McAteer, George Robertson, Jock Stirling, Bill McCartney, Jackie Chalmers, John Jackson, Frank Booth Cheftrainer: Alex Maley | FC Clyde |
| Finale                                 | | |          |
| 16. April 1910 in Glasgow (Ibrox Park) | | |          |
| Ergebnis: 0:0 n. V.                    | | |          |
| Zuschauer: 25.000                      | | |          |
| Schiedsrichter: n. b.                  | | |          |
| Spielbericht                           | | |          |

## 2. Wiederholungsfinale
| FC Dundee                              | FC Dundee | FC Clyde | FC Clyde |
| -------------------------------------- | --- | --- | -------- |
| FC Dundee                              | \| Finale \| \| 20. April 1910 in Glasgow (Ibrox Park) \| \| Ergebnis: 2:1 (1:1) \| \| Zuschauer: 25.000 \| \| Schiedsrichter: n. b. \| \| Spielbericht \|                            | \| Finale \| \| 20. April 1910 in Glasgow (Ibrox Park) \| \| Ergebnis: 2:1 (1:1) \| \| Zuschauer: 25.000 \| \| Schiedsrichter: n. b. \| \| Spielbericht \|                               | FC Clyde |
| FC Dundee                              | Bob Crumley – Jimmy Lawson, Bob McEwan, Bert Lee, Bert Dainty, George Comrie, James Bellamy, George Langlands, John Hunter, Sandy MacFarlane, Jack Fraser Cheftrainer: Willie Wallace | George McTurk – Jock Watson, Jimmy Blair, William Walker, Tom McAteer, George Robertson, David Wylie, Bill McCartney, Jackie Chalmers, Charles Wise, Frank Booth Cheftrainer: Alex Maley | FC Clyde |
| FC Dundee                              | James Bellamy John Hunter | Jackie Chalmers | FC Clyde |
| Finale                                 | | |          |
| 20. April 1910 in Glasgow (Ibrox Park) | | |          |
| Ergebnis: 2:1 (1:1)                    | | |          |
| Zuschauer: 25.000                      | | |          |
| Schiedsrichter: n. b.                  | | |          |
| Spielbericht                           | | |          |